# Siloca septentrionalis
Siloca septentrionalis là một loài nhện trong họ Salticidae.
Loài này thuộc chi Siloca. Siloca septentrionalis được Lodovico di Caporiacco miêu tả năm 1954.